# Mike Honda
Mike Honda właściwie Michael Makoto Honda (ur. 27 czerwca 1941 w Walnut Grove) – amerykański polityk, członek Partii Demokratycznej.

## Działalność polityczna
Od 1996 zasiadał w Zgromadzeniu Stanowym Kalifornii. Następnie od 3 stycznia 2001 do 3 stycznia 2013 przez sześć kadencji był przedstawicielem 15. okręgu, a od 3 stycznia 2013 do 3 stycznia 2017 przez dwie kadencje przedstawicielem 17. okręgu wyborczego w stanie Kalifornia w Izbie Reprezentantów Stanów Zjednoczonych.